# Paraxiale Optik
Die paraxiale Optik, auch gaußsche Optik oder Optik erster Ordnung, ist eine  Vereinfachung der geometrischen Optik, bei der nur Lichtstrahlen betrachtet werden, die mit der optischen Achse kleine Winkel bilden und kleine Abstände von ihr haben (sog. paraxiale Strahlen).
Durch diese Kleinwinkelnäherung ergeben sich lineare Formeln für die Berechnung der durch das System gehenden Lichtstrahlen und der Abbildungen. Paraxiale Strahlen verursachen außer der chromatischen Aberration keine Abbildungsfehler; bei Verwendung monochromatischen Lichts (d. h. von Licht mit nur einer Wellenlänge) scheidet auch dieser Fehler aus.
Dann gilt: Strahlen, die von demselben Objektpunkt ausgehen, sind im Bildraum (nach Durchgang durch das System) entweder parallel oder schneiden sich alle in demselben Bildpunkt; Ebenen werden auf Ebenen abgebildet und Geraden auf Geraden, auch dann, wenn sie nicht senkrecht zur optischen Achse sind (Scheimpflugsche Regel).
Die paraxiale Optik kann man auf drei Weisen beschreiben und benutzen:
- Man betrachtet die Achsabstände der Strahlen und ihre Winkel zur Achse als infinitesimale Größen „kleiner als jede positive reelle Zahl, aber größer als null“. Dann gelten die Ergebnisse exakt.
- Man rechnet mit endlichen, aber kleinen Abständen und Winkeln. Dann sind die Ergebnisse als Näherung zu sehen.
- Man rechnet mit beliebig großen Werten, muss aber die Abbildungsfehler des Systems unter Anwendung der geometrischen Optik vorher korrigieren, damit die Ergebnisse näherungsweise gelten. Man untersucht also ein optisches System unter der Annahme, es besitze keine Abbildungsfehler. Die paraxiale Optik in der zuletzt genannten Betrachtungsweise bezeichnet man als gaußsche Optik (nach Carl Friedrich Gauß; nicht mit dem Konzept des Gauß-Strahls zu verwechseln, das auch wellenoptische Erscheinungen berücksichtigt). Auf diese Weise lassen sich die in der paraxialen Optik geltenden linearen Gleichungen – vorwiegend die Abbildungsgleichung – auch auf die zahlreichen optischen Gebrauchsgeräte mit in der Regel großem Durchmesser anwenden.

Für die wichtigen Größen, die das Abbildungsverhalten eines optischen Systems bestimmen, liegen in der paraxialen Optik Definitionen vor, u. a.:
- Brennweite
- Brennpunkt
- Positionen der Hauptebenen
- Objekt- und Bildweite
- Eintritts- und Austrittspupille
- Abbildungsmaßstab.